# Wybory do Parlamentu Europejskiego w Irlandii w 2019 roku
Wybory do Parlamentu Europejskiego IX kadencji w Irlandii zostały przeprowadzone 24 maja 2019 roku. Irlandczycy wybrali 11 eurodeputowanych. Frekwencja wyniosła 49.7%.

## Wyniki wyborów
|  | Partia                                       | Grupa w PE | Mandaty | Zmiana | Liczba głosów | % głosów | Zmiana |
|  | -------------------------------------------- | ---------- | ------- | ------ | ------------- | -------- | ------ |
|  | Fine Gael                                    | EPP        | 4       |        | 496 459       | 29,6     | 7,3    |
|  | Partia Zielonych                             | G/EFA      | 2       | 2      | 190 755       | 11,4     | 6,5    |
|  | Niezależni dla Zmiany                        | GUE/NGL    | 2       | 2      | 124,085       | 7,4      | 7,4    |
|  | Fianna Fáil                                  | ALDE       | 1       |        | 277 705       | 16,6     | 5,7    |
|  | Sinn Féin                                    | GUE/NGL    | 1       | 2      | 196 001       | 11,7     | 7,8    |
|  | Partia Pracy                                 | ALDE       | 0       |        | 52 753        | 3,1      | 2,2    |
|  | Anti-Austerity Alliance–People Before Profit | GUE/NGL    | 0       |        | 38 771        | 2,3      | 2,3    |
|  | Socjaldemokraci                              | brak       | 0       |        | 20 331        | 1,2      | 1,2    |
|  | Renua                                        | brak       | 0       |        | 6 897         | 0,4      | 0,4    |
|  | Partia Robotnicza Irlandii                   | brak       | 0       |        | 3 701         | 0,2      | 0,2    |
|  | Tożsamość Irlandii                           | brak       | 0       |        | 3 685         | 0,2      | 0,2    |
|  | Demokracja Bezpośrednia Irlandia             | brak       | 0       |        | 2 773         | 0,2      | 1,3    |
|  | Niezależni                                   | brak       | 1       | 2      | 264 087       | 15,7     | 4,1    |
|  | Łącznie                                      |            | 11      |        | 1 751 873     | 100,0    |        |

## Źródła
- rte.ie. [dostęp 2019-06-08]. (ang.).